# Бриссаго-Вальтравалья
Бриссаго-Вальтравалья (итал. Brissago-Valtravaglia) — коммуна в Италии, располагается в провинции Варесе области Ломбардия.
Население составляет 1050 человек (2008 г.), плотность населения составляет 175 чел./км². Занимает площадь 6 км². Почтовый индекс — 21030. Телефонный код — 0332.
Покровителем коммуны почитается святой Георгий, празднование 23 апреля.

## Демография
Динамика населения:

## Администрация коммуны
- Официальный сайт: